# ۲۱ جمادی‌الثانی
۲۱ جمادی‌الثانی، بیست و یکمین روز از ماه جمادی‌الثانی در تقویم هجری قمری است.
در تقویم هجری قمری قراردادی این روز صد و شصت و نهمین روز سال است.